# 氯酸锶
氯酸锶是一种无机化合物，化学式为Sr(ClO3)2。它是一种强氧化剂。

## 制备
氯酸锶可由热的氢氧化锶水溶液和氯气反应，之后结晶得到。 氯气和干燥的氢氧化锶不反应，但可以将八水合氢氧化锶转化为氯化锶和氯酸锶，同时也会产生少量次氯酸锶。